# Medal Nowozelandzki Antarktyczny
Medal Nowozelandzki Antarktyczny ang. New Zealand Antarctic Medal, skr. NZAM) – nowozelandzkie odznaczenie cywilne, ustanowione 1 września 2006 i przyznawane za znaczące dokonania naukowe w dziedzinie badań antarktycznych. W Nowej Zelandii zastąpiło ono brytyjski Medal Polarny, obowiązujący także w pozostałych krajach Wspólnoty. Osoby odznaczone tym medalem mają prawo umieszczać po swoim nazwisku litery „NZAM”. 
Medal mogą otrzymać Nowozelandczycy oraz osoby nieposiadające obywatelstwa Nowej Zelandii (członkowie nowozelandzkich programów naukowo-badawczych w Antarktyce) w uznaniu wybitnych zasług dla eksploracji, badania i ochrony regionu Antarktyki; oraz za wsparcie realizacji programów i operacji nowozelandzkich w Antarktyce. Odznaczenie może być nadane pośmiertnie.
Medalu nie przyznaje się za akty męstwa; za krótkotrwałe przebywanie i pracę w ekstremalnych warunkach wymagających nadzwyczajnej wytrzymałości; za długoletnią służbę i pracę w Antarktyce w ogóle.

## Insygnia
Oznaka medalu ma kształt oktagonu wykonanego ze stopu Sterling Silver (92,5% Ag; 7,5% Cu). Na awersie medalu widnieje prawy profil królowej Elżbiety II w koronie, otoczony napisem: ELIZABETH II QUEEN OF NEW ZEALAND (ELŻBIETA II KRÓLOWA NOWEJ ZELANDII). Na rewersie widnieje grupa czterech pingwinów cesarskich w naturalnym środowisku z górą Erebus w tle.
Medal jest zawieszony, poprzez prostokątną zawieszkę, na białej wstążce (przejętej od Medalu Polarnego).
Kolejne nadania medalu są oznaczane na wstążce za pomocą metalowego okucia w postaci belki (bar) z dwiema gałązkami paproci.